# Qatar Athletic Super Grand Prix 2015
Doha Diamond League 2015 byl lehkoatletický mítink, který se konal 15. května 2015 v katarské hlavním městě Dauhá. Byl součástí série mítinků Diamantová liga.

## Výsledky
- Archiv výsledků zde [1]

### Muži
| Disciplína            | 1. místo                      | 2. místo                          | 3. místo                        |
| Běh na 100 m          | Justin Gatlin 9,74            | Michael Rodgers 9,96              | Keston Bledman 10,01            |
| Běh na 800 m          | Ayanleh Souleiman 1:43,78     | Ferguson Rotich Cheruiyot 1:44,53 | Alfred Kipketer 1:44,59         |
| Běh na 3000 m         | Hagos Gebrhiwet 7:38,08       | Mohamed Farah 7:38,22             | Thomas Pkemei Longosiwa 7:39,22 |
| Běh na 400 m překážek | Bershawn Jackson 48,09        | Javier Culson 48,96               | Thomas Barr 48,99               |
| Trojskok              | Pedro Pichardo 18,06 m        | Christian Taylor 18,04 m          | Teddy Tamgho 17,24 m            |
| Skok o tyči           | Konstadinos Filippidis 575 cm | Carlo Paech 560 cm                | German Chiaraviglio 560 cm      |
| Vrh koulí             | David Storl 21,51 m           | Reese Hoffa 21,30 m               | Ryan Whiting 21,06 m            |
| Hod oštěpem           | Tero Pitkämäki 88,62 m        | Antti Ruuskanen 86,61 m           | Vítězslav Veselý 83,67 m        |

### Ženy
| Disciplína             | 1. místo                    | 2. místo                        | 3. místo                      |
| Běh na 200 m           | Allyson Felixová 21,98      | Murielle Ahouréová 22,29        | Anthonique Strachan 22,69     |
| Běh na 400 m           | Francena McCororyová 50,21  | Sanya Richardsová-Rossová 50,79 | Stephenie-Ann McPherson 50,93 |
| Běh na 1500 m          | Dawit Seyaum 4:00,96        | Sifan Hassanová 4:01,40         | Senbere Teferi 4:08,86        |
| Běh na 100 m překážek  | Jasmin Stowersová 12,35     | Sharika Nelvis 12,54            | Tiffany Porterová 12,65       |
| Běh na 3000 m překážek | Virginia Nyambura 9:21,51   | Hiwot Ayalewová 9:21,54         | Hyvin Kiyengová 9:22,11       |
| Skok daleký            | Tianna Bartolettaová 699 cm | Shara Proctorová 695 cm         | Christabel Nettey 693 cm      |
| Skok do výšky          | Airinė Palšytė 194 cm       | Irina Gordějevová 194 cm        | Isobel Pooley 191 cm          |
| Hod diskem             | Sandra Perkovićová 68,10 m  | Nadine Müllerová 65,13 m        | Dani Samuelsová 64,45 m       |